# Lejeunea eckloniana
Lejeunea eckloniana là một loài Rêu trong họ Lejeuneaceae. Loài này được Lindenb. mô tả khoa học đầu tiên năm 1845.